# Ankylocythere burkeorum
Ankylocythere burkeorum är en kräftdjursart som beskrevs av Hobbs III 1971. Ankylocythere burkeorum ingår i släktet Ankylocythere och familjen Entocytheridae. Inga underarter finns listade i Catalogue of Life.